# FEMSA Comercio
FEMSA Comercio, S.A. de C.V. (simplemente FEMSA Comercio o FEMCO) es una empresa multinacional mexicana con sede en Monterrey, Nuevo León; esta es subsidiaria de Fomento Económico Mexicano. Esta con sus divisiones tiene participación en las industrias de tiendas, farmacias y gasolineras que comprende una División Proximidad que opera OXXO, una cadena de tiendas de formato pequeño; una División Salud que incluye farmacias y operaciones relacionadas; y una División Combustibles que opera la cadena de estaciones de servicio OXXO GAS.

## Divisiones

### Proximidad
La División Proximidad de FEMSA Comercio es la rama con la que opera Cadena Comercial OXXO, S.A. de C.V. (simplemente OXXO) que es una cadena de tiendas de conveniencia, es la más grande de América Latina y es el segundo minorista más importante en términos de ingresos en México. Cuenta con 19 mil 834 establecimientos en México, Brasil, Chile, Colombia y Perú. Esta ofrece servicios como abarrotes, comida rápida, método de pago físico, cajeros automáticos (ATM), cobro de servicios públicos, pago de servicios de internet, entre otros. La cadena se fundó en la ciudad de Monterrey en 1977, de acuerdo con un plan de la Cervecería Cuauhtémoc para promover sus marcas, por lo que al principio sus tiendas sólo vendían cerveza, botanas y cigarros. El nombre de OXXO viene de su primer logo (un carro de supermercado), que era como se anunciaba y, gracias a la gente, nació el nombre de OXXO. En 2014, entra en el mercado de supermercados con Oxxo Super, con nuevos departamentos como panadería, frutería y carnicería, actualmente sigue siendo solo un proyecto piloto y aún no se sabe cuándo se volverá a nivel nacional. Los ingresos totales disminuyeron 1.9% a 181 mil 277 millones de pesos en 2020, en comparación con 184 mil 810 millones de pesos en 2019, reflejando una disminución en ventas mismas-tiendas de 5.4%. Al 31 de diciembre de 2020, había 19 mil 556 tiendas OXXO. Las ventas mismas tiendas de OXXO tuvieron una disminución de 5.4% en comparación al 2019, impulsado principalmente por una disminución de 16.8% en tráfico, parcialmente compensado por un incremento de 13.7% en el ticket promedio.
Además de Oxxo esta a adquirido otras franquicias como Shell Select en Brasil donde abrieron 86 establecimientos y 10 de Oxxo en el país, esto cuando adquirió el 50% de la empresa Raízen Conveniências. En 2016 adquirió la cadena de tiendas de conveniencia Big John y renombro todos sus establecimientos con el nombre de Oxxo.
| País     | Puntos de venta |
| -------- | --------------- |
| México   | 19,295          |
| Colombia | 110             |
| Chile    | 104             |
| Brasil   | 96              |
| Perú     | 57              |

### Salud
La División Salud de FEMSA Comercio es la rama con la que opera cadenas de farmacias de formato pequeño y mediano y tiendas de belleza en Latinoamérica, cuenta con 3 mil 368 establecimientos, entre las que se encuentran las farmacias YZA, Farmacon y Moderna en México; Cruz Verde en Colombia y Chile; Fybeca y SanaSana en Ecuador; así como Maicao, cadena de tiendas de belleza en Chile. Los ingresos totales aumentaron 10.6% a 65 mil 172 millones de pesos en 2020, en comparación con 58 mil 922 millones de pesos en 2019, impulsado por el aumento de 1.4% en las ventas mismas-tiendas, reflejando tendencias positivas en México. Esto fue parcialmente compensado por estrictas restricciones de movilidad en nuestras operaciones en Sudamérica y un efecto cambiario negativo producto de la depreciación del peso chileno y el peso colombiano en relación con el peso mexicano durante el año. Al 31 de diciembre de 2020, había 3 mil 368 farmacias en México, Chile, Colombia y Ecuador. En términos orgánicos, los ingresos totales crecieron 3.1%. En 2015 adquirió el 60% la empresa chilena Grupo Socofar, operador de farmacias en Sudamérica, que opera más de 640 farmacias y 150 tiendas de belleza en Chile así como 150 farmacias en Colombia bajo las marcas Cruz Verde y Maicao, en 2020 adquirió el 100% de Grupo Socofar. En 2019 adquirió a Corporación GPF que opera la cadena de farmacias Fybeca y SanaSana en Ecuador.
| País     | Puntos de venta | Marcas               |
| -------- | --------------- | -------------------- |
| México   | 1,331           | YZA Farmacon Moderna |
| Chile    | 900             | Cruz Verde Maicao    |
| Ecuador  | 693             | Fybeca SanaSana      |
| Colombia | 444             | Cruz Verde           |

### Combustibles
La División Combustibles de FEMSA Comercio es la rama con la que opera la marca de estaciones de servicio OXXO GAS ubicados principalmente al norte del país en 17 estados de México, vende gasolina, diésel, y lubricantes, cuenta con 558 estaciones. 